# بيرسفيلدن
بيرسفيلدن هي بلدية في مقاطعة أرليشيم في كانتون ريف بازل في سويسرا. يبلغ قياس البلدية 2.52 كيلومترا مربعا. وتقع المدينة عند مصب نهر بيرس، على ضفاف نهر الراين، على ارتفاع 259 مترا. وتحدها مدينة بازل.
وفقًا لمكتب الإحصاء الفيدرالي، يبلغ عدد سكان بيرسفيلدن 10410 نسمة في نهاية عام 2017. تتجمع هذه الكثافة السكانية كل 4131 نسمة / في الكيلومتر مربع.

## أعلام
- كارل إنجل
- والتر مولر
- أوتو فرانك
- باتريك ستريف